# Razzia von Augustów

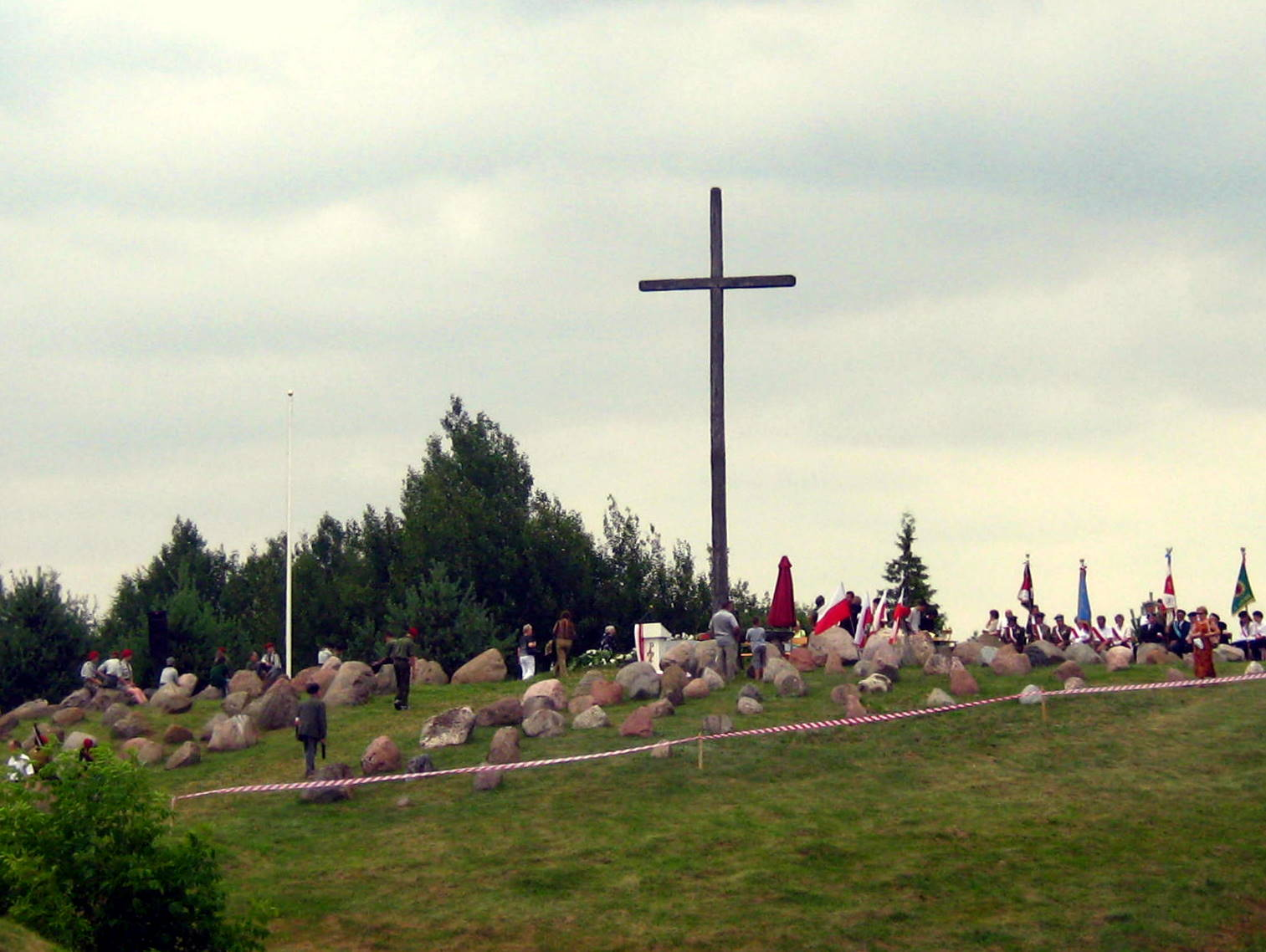
Symbolisches Grab der Opfer der Razzia in Giby

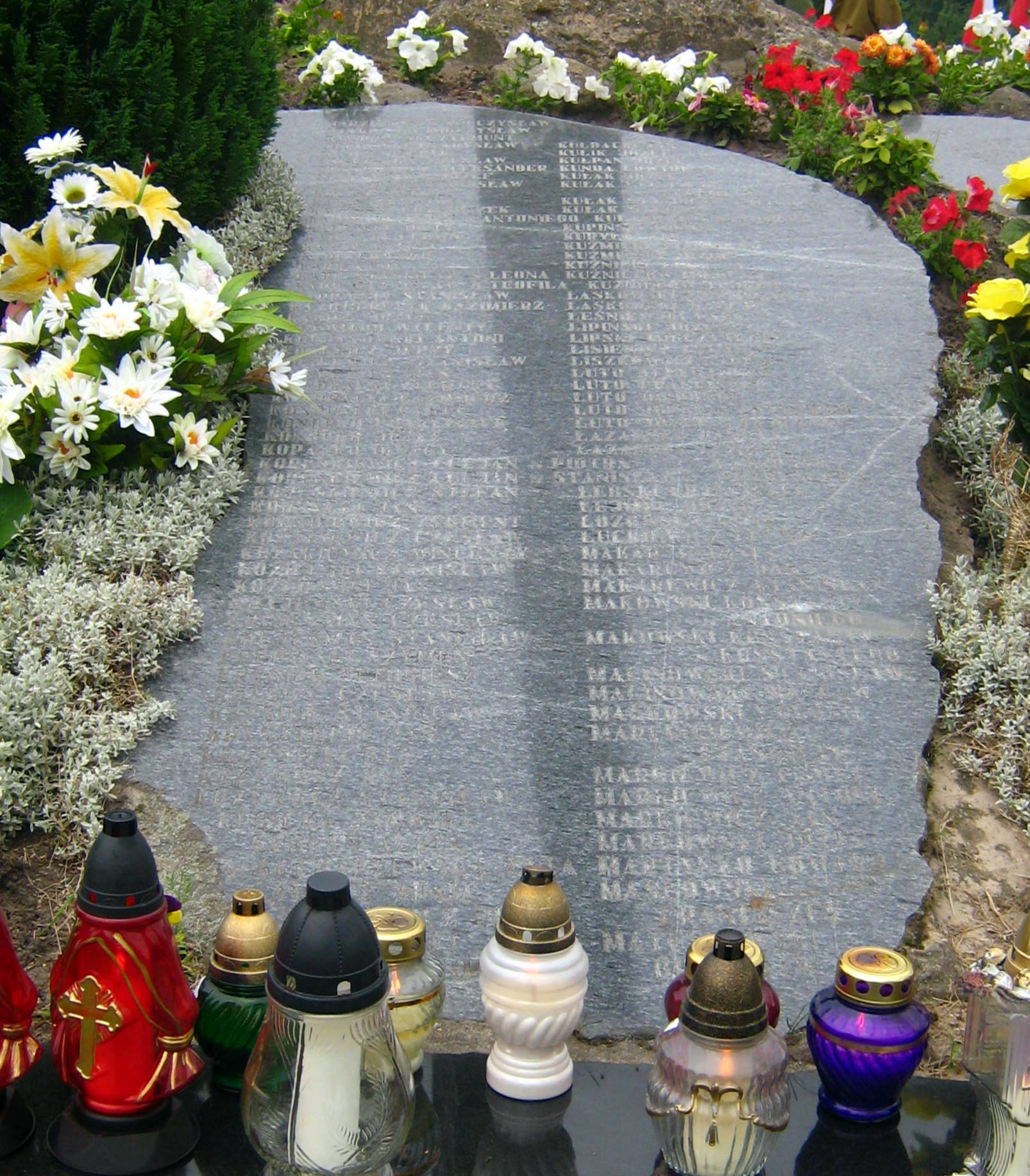
Gedenktafel in Giby

Die Razzia von Augustów (poln. Obława augustowska) war eine im Juli 1945 durchgeführte Operation im Rahmen der Bekämpfung des polnischen antikommunistischen Untergrundes in der Gegend von Augustów. Sowjetische Sicherheitskräfte, die von polnischen kommunistischen Einheiten unterstützt wurden, verhafteten ca. 7000 Personen und führten Verhöre unter Folter durch. Etwa 600 der Gefangenen wurden an unbekannte Orte verschleppt, ihre Todesumstände sind bis heute nicht aufgeklärt.

## Durchführung der Aktion
Zu Beginn des Jahres 1945 formierte sich der polnische Widerstand in der Region neu: Die Verlagerung der Front nach Westen und die damit abnehmende Präsenz von sowjetischen Truppen ließ die Aktionen der polnischen Partisanen sich gegen den kommunistischen Repressionsapparat und dessen polnische Kollaborateure richten. Ziele waren neben einzelnen sowjetischen Einheiten häufig örtliche Verwaltungsstrukturen. Diese baten die sowjetische Seite um Unterstützung bei der Wiederherstellung der Ordnung.
Die Sowjets selber fürchteten um die Sicherheit ihrer Transportwege von West nach Ost: Als wiederholt die Überführung von Viehherden Anschlagsziel wurde, erstattete Lawrenti Beria, von 1938 bis 1953 Chef der sowjetischen Geheimdienste, Josef Stalin direkt Bericht über Sicherungsmaßnahmen der Routen.
Die Bevölkerung beklagte schon zu dieser Zeit massive Übergriffe und Verbrechen durch die sowjetischen Soldaten, die gegen die Partisanen vorgingen: Sie begingen Raubüberfälle, Morde und Vergewaltigungen. Beschwerden bei den örtlichen Behörden blieben im Allgemeinen aber wirkungslos.
Letztlich kam es auf Vorschlag der polnischen Verwaltungsbehörden zu der Entscheidung, eine groß angelegte Befriedungsaktion durchzuführen. Die Anzahl der beteiligten Einsatzkräfte von Roter Armee und NKWD ist unklar, die von sowjetischen Stellen angegebene Zahl von 45.000 scheint aber deutlich zu hoch zu sein – polnische Historiker gehen im Vergleich zu ähnlichen Aktionen von rund 20.000 beteiligten Einsatzkräften aus, der 2- bis 3-fachen Anzahl der inhaftierten Personen.
Die Razzien begannen am 12. Juli 1945. Sie erfolgten in mehreren Wellen, auch weil die Erkenntnisse aus den Verhören weitere Verhaftungen nach sich zogen. Die letzten Verhaftungen fanden vom 26. bis 28. Juli statt.
Neben gezielten Verhaftungen oder Verhaftungen von Personen mit Waffenbesitz wurde u. a. zunächst auch wahllos inhaftiert: So wurde in Jaziewo (Kreis Augustòw) eine Dorfversammlung einberufen, deren Teilnehmer dann verhaftet und auf eventuelle Teilnahme an Sabotageakten oder Aktivität bei den Partisanen überprüft.
Unter den knapp 600 Verschwundenen befanden sich auch 27 Frauen und 15 Minderjährige, und einige waren gerade erst aus deutscher Gefangenschaft, aus Konzentrationslagern oder von der Zwangsarbeit zurückgekehrt.

## Suche nach den Vermissten
Die Suche nach den Vermissten ging oft von den verbliebenen Familienmitgliedern und auch den regionalen Betrieben aus, Auskunftsersuchen wurden an die untersten lokalen Behörden gerichtet. Von diesen Stellen gab es ebenfalls Bemühungen, das Schicksal der Vermissten aufzuklären: Es wurden Briefe an die Landkreise und die Woiwodschaft geschrieben, der Ministerpräsident kontaktiert und eine Delegation wandte sich direkt an den Staatspräsidenten der Volksrepublik Polen und  Generalsekretär der Polnischen Vereinigten Arbeiterpartei (PZPR) Bolesław Bierut. Auch Einzelpersonen schrieben an Bierut, Stalin und die UNO, aber auch die Suche über das Polnische Rote Kreuz blieb ergebnislos. Man ging davon aus, dass die Vermissten noch lebten.
Im Zusammenhang mit dem Hilfeersuchen von Familienangehörigen, die der Verlust der männlichen Verwandtschaft in große soziale und wirtschaftliche Schwierigkeiten brachte, wiegelten staatliche Stellen ab: „Gehen Sie lieber von hier weg und sagen es niemandem.“

## Aufarbeitung Ende der 1980er Jahre
Nachdem Mitte der 1950er Jahre mit dem Ende der Ära Stalins die letzten überlebenden Deportierten in die Heimat zurückfanden, schwand die Hoffnung, die Vermissten lebend wiederzusehen.
Im Sommer 1987 wurden menschliche Überreste von Unbekannten bei Wielki Bór exhumiert und ein Zusammenhang mit den Vermissten hergestellt. Es gründete sich das Bürgerkomitee für die Suche nach den im Juli 1945 vermissten Einwohnern von Suwałki (polnisch: Obywatelskiego Komitetu Poszukiwań Mieszkańców Suwalszczyzny Zaginionych w Lipcu 1945 roku). Die Sichtweise änderte sich dahingehend, dass nicht mehr von Einzelschicksalen, sondern von einer Kampagne jener Zeit gesprochen wurde.
Die Aufklärung des Sachverhalts wurde zunächst von der Staatsanwaltschaft der Woiwodschaft in Suwałki und der Bezirkskommission für die Untersuchung von NS-Verbrechen und schließlich vom Institut des nationalen Gedenkens aufgegriffen. Die russische Seite wurde um Rechtshilfe gebeten.
1995 bestätigte die russische Militärstaatsanwaltschaft auf offizielle polnische Anfrage, dass es etwa 7000 Festgenommene in der o. g. Aktion gegeben habe und das weitere Schicksal der dabei vom SMERSch verhafteten 592 (vermissten) Personen unbekannt sei.
Trotz der Reformen im Rahmen von Glasnost in Russland gab es keine Aufklärung über die Details der Aktion um Augustòw.

## Rezeption und Gedenken

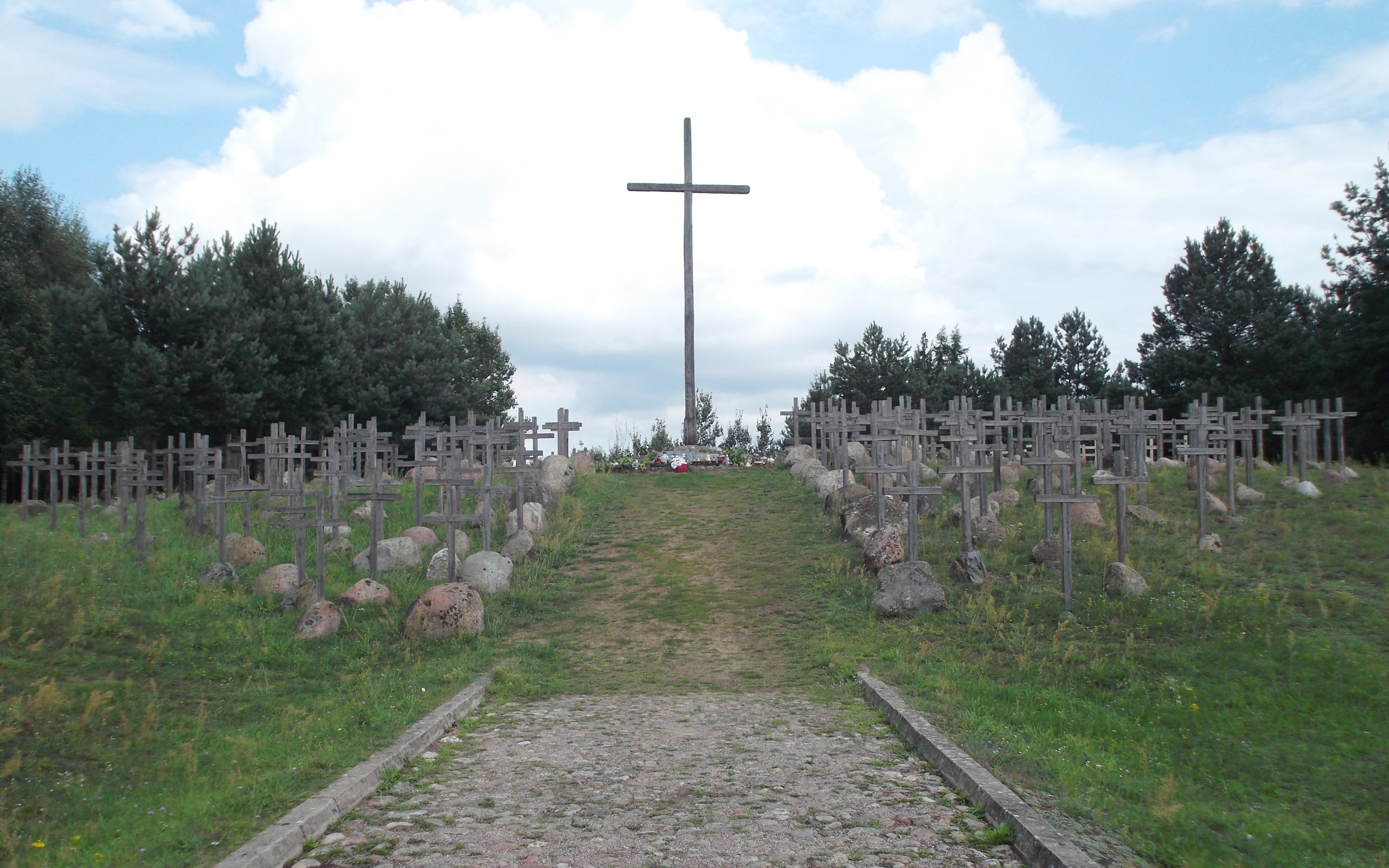
Gedenkort bei Gibasòwka

Die Razzia von Augustòw gilt als das größte Verbrechen des kommunistischen Regimes nach dem Ende des Zweiten Weltkrieges in Polen.
Am 9. Juli 2015 wurde vom Sejm der 12. Juli als Nationaler Gedenktag der Opfer der Razzia von Augustów im Juli 1945 (Narodowy Dzień Pamięci Ofiar Obławy Augustowskiej z lipca 1945) festgelegt.
In Dziemianòwka in der Nähe der polnischen Kleinstadt Sejny im Powiat Sejneński im Nordosten der Woiwodschaft Podlachien wurde an der Landesstraße 16 ein Gedenkort errichtet.